# Kanton Amboise
Der Kanton Amboise ist seit 1790 ein französischer Wahlkreis im Arrondissement Loches, im Département Indre-et-Loire und in der Region Centre-Val de Loire. Sein Hauptort ist Amboise.

## Gemeinden
Der Kanton besteht aus 14 Gemeinden mit insgesamt 28.569 Einwohnern (Stand: 1. Januar 2022) auf einer Gesamtfläche von 253,68 km²:
| Gemeinde              | Einwohner 1. Januar 2022 | Fläche km² | Dichte Einw./km² | Code INSEE | Postleitzahl |
| --------------------- | ------------------------ | ---------- | ---------------- | ---------- | ------------ |
| Amboise               | 13.132                   | 40,65      | 323              | 37003      | 37400, 37530 |
| Cangey                | 1.030                    | 22,98      | 45               | 37043      | 37530        |
| Chargé                | 1.352                    | 8,46       | 160              | 37060      | 37530        |
| Limeray               | 1.261                    | 14,39      | 88               | 37131      | 37530        |
| Lussault-sur-Loire    | 890                      | 9,36       | 95               | 37138      | 37400        |
| Montreuil-en-Touraine | 750                      | 25,09      | 30               | 37158      | 37530        |
| Mosnes                | 815                      | 14,50      | 56               | 37161      | 37530        |
| Nazelles-Négron       | 3.682                    | 22,32      | 165              | 37163      | 37530        |
| Neuillé-le-Lierre     | 763                      | 16,63      | 46               | 37166      | 37380        |
| Noizay                | 1.142                    | 17,47      | 65               | 37171      | 37210        |
| Pocé-sur-Cisse        | 1.760                    | 10,61      | 166              | 37185      | 37530        |
| Saint-Ouen-les-Vignes | 975                      | 18,55      | 53               | 37230      | 37530        |
| Saint-Règle           | 626                      | 6,49       | 96               | 37236      | 37530        |
| Souvigny-de-Touraine  | 391                      | 26,18      | 15               | 37252      | 37530        |
| Kanton Amboise        | 28.569                   | 253,68     | 113              | 3701       | –            |

Bis zur landesweiten Neuordnung der französischen Kantone im März 2015 gehörten zum Kanton Amboise die zwölf Gemeinden Amboise, Cangey, Chargé, Limeray, Lussault-sur-Loire, Montreuil-en-Touraine, Mosnes, Nazelles-Négron, Pocé-sur-Cisse, Saint-Ouen-les-Vignes, Saint-Règle und Souvigny-de-Touraine. Sein Zuschnitt entsprach einer Fläche von 220 km2. 